# Austroagrion exclamationis
Austroagrion exclamationis är en trollsländeart som beskrevs av Campion 1915. Austroagrion exclamationis ingår i släktet Austroagrion och familjen dammflicksländor. IUCN kategoriserar arten globalt som livskraftig. Inga underarter finns listade i Catalogue of Life.